# Henriette Garthe

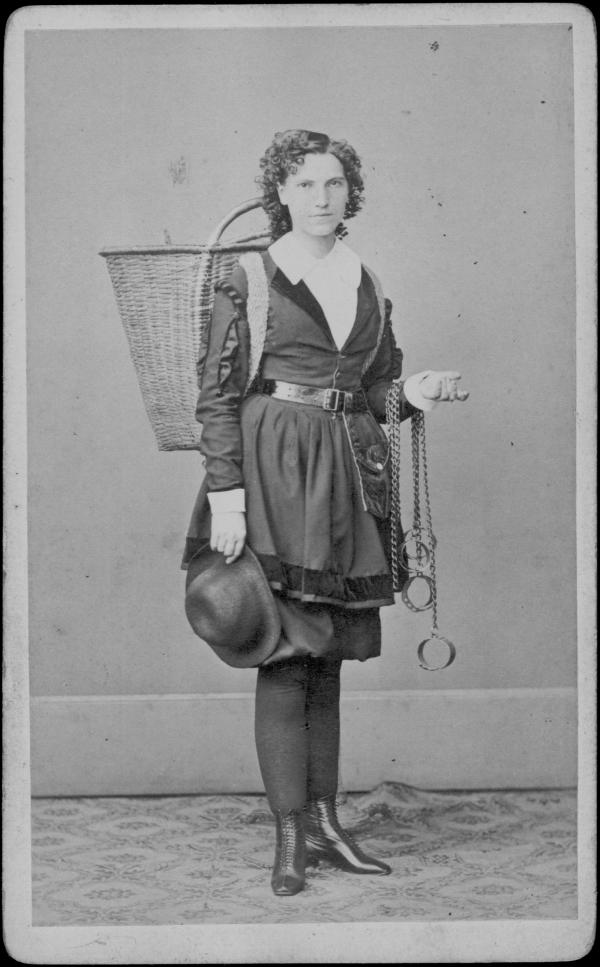
Die junge Henriette Garthe in einem Rollenbild

Henriette Garthe, ab 1873 Henriette Waldschmidt (* 25. Februar 1841 in Köln; † 9. Oktober 1921 in Wiesbaden) war eine deutsche Opernsängerin (Sopran).
Garthe ließ ihre Stimme bei dem  Gesangslehrer Manuel García in London ausbilden. Im Alter von 17 Jahren feierte sie am Hoftheater Coburg in einer Inszenierung des Tannhäuser in der Rolle der Elisabeth ihr Bühnendebüt. Drei Jahre später wechselte sie an das Hoftheater Hannover. Es folgten weitere Hauptrollen, vor allem in den Opern von Giacomo Meyerbeer.
Nach ihrer Heirat mit dem Rittmeister Eduard Waldschmidt 1873 zog sie sich weitgehend von der Bühne zurück und trat nur noch im Rahmen von Konzerten auf.

## Weblink
- Henriette Garthe bei Operissimo auf der Basis des Großen Sängerlexikons

| Personendaten    | Personendaten                    |
| ---------------- | -------------------------------- |
| NAME             | Garthe, Henriette                |
| ALTERNATIVNAMEN  | Waldschmidt, Henriette (Ehename) |
| KURZBESCHREIBUNG | deutsche Opernsängerin (Sopran)  |
| GEBURTSDATUM     | 25. Februar 1841                 |
| GEBURTSORT       | Köln                             |
| STERBEDATUM      | 9. Oktober 1921                  |
| STERBEORT        | Wiesbaden                        |